# Мере, Жан
Жан Мере (фр. Jean Mairet; 1604, Безансон — 31 января 1686, там же) — французский драматург.

## Биография
Учился в парижском College des Grassins. Предшественник Корнеля и Расина, впервые применивший к французскому театру начала античной драмы; пользовался расположением кардинала Ришельё.
В 1626 г. Мере удачно выступил с пасторалью «Сильвия», отличающейся стремлением к естественности и реализму: героиня её, пастушка, говорит простонародным наречием, принц, её возлюбленный, — языком придворным. В предисловии к пасторальной трагикомедии «Сильванира» («Silvanire ou la Morte-vivante»; театр «Бургундский отель», 1631) Mере заявляет, что итальянцы, обогнавшие французов во всех родах искусства, навели его на мысль обратиться к древним и к Аристотелю, в пиитике которого он нашел закон трёх единств — и этот закон он намерен строго соблюдать, чтобы сблизить драматическое представление с действительной жизнью.
Своё намерение Мере исполнил в трагедии «Софонисба» (1634) о борьбе долга и чувства, имевшей громадный успех. Хотя актерами «Бургундского отеля» новинка была плохо представлена, у публики она была настолько популярна, что когда в 1663 г. Корнель обработал тот же сюжет, он счел нужным извиниться перед публикой за свою дерзость; ещё Вольтер высоко ставил это произведение Мере. Драмы, написанные Мере после 1634 г., далеко не имели такого успеха, чем и объясняются необузданные нападки, с которыми Мере в 1637 г. обрушился на «Сида» Корнеля. Всего Мере написал 12 драм.

## Произведения
- La Sylvie (1621)
- Chryseide et Arimand (1625)
- трагикомедия La Sylvanire ou la Morte-vive (1631)
- комедия Les Galanteries du duc d’Ossonne (1632)
- трагикомедия La Virginie (1633)
- трагедия Le Marc-Antoine, ou la Cleopatre (1635)
- трагикомедия L’illustre corsaire (1636)
- трагедия Le Grand et dernier Solyman (1637)
- трагикомедия La Sidonie (1637)
- трагикомедия L’Illustre corsaire (1640)
- трагикомедия Le Roland furieux (1641)
- трагикомедия L’Athenais (1642)
- трагикомедия La Sidonie (1643)